# 小南辛堡镇
小南辛堡镇，是中华人民共和国河北省张家口怀来县下辖的一个乡镇级行政单位。

## 行政区划
小南辛堡镇下辖以下地区：
小古城村、小南辛堡村、白庄村、段庄村、定洲营村、官庄村、佟庄村、大古城村、小七营村、龙宝山村、南窑村、十八家村、小山口村、石洞村、庙港村、外井沟村、里井沟村、松蓬寺村、辛庄村、化庄村和水头村。